# Aluica Gradenigo
Aluica Gradenigo, auch Alvica, früher auch Ludovica, bzw. Lodovica (* zwischen 1300 und 1310 in Venedig; †  zwischen dem 10. Februar und dem 7. März 1387 ebenda), war durch die um 1335 erfolgte Heirat mit dem späteren venezianischen Dogen Marino Falier, der von 1354 bis 1355 dieses höchste Staatsamt innehatte, während dessen Herrschaft Dogaressa der Republik Venedig. Aluica galt lange Zeit als Auslöserin für den Umsturzversuch ihres Ehemannes, an dessen Ende er hingerichtet wurde. Sie überlebte ihren Mann mehr als drei Jahrzehnte, führte Geschäfte und Stiftungen, musste sich aber um ihr Erbe zunächst mit den staatlichen Organen auseinandersetzen, später vorrangig mit den Verwandten, die sogar nicht davor zurückscheuten sie für dement zu erklären, um sie ihres Eigentums zu berauben.

## Leben

### Herkunft
Aluica war eine Tochter des Nicolò (Nicoletto), eines Sohnes jenes Dogen Pietro Gradenigo, der von 1289 bis 1311 im Amt war. Ihre Mutter war eine Fiordilise, deren Herkunftsfamilie unbekannt ist. Geboren wurde Aluica aller Wahrscheinlichkeit nach im ersten Jahrzehnt des 14. Jahrhunderts. Sie hatte mindestens zwei Schwestern, nämlich Caterina, die allerdings bereits vor 1335 starb, und Engoldise.
Um 1335 heiratete sie den späteren Dogen Marino Falier, dem sie 4000 Lire mit in die Ehe brachte. Ihr deutlich älterer Ehemann, geboren zwischen 1280 und 1285, war zuvor mit Tommasina Contarini verheiratet gewesen, eine Ehe, der eine Tochter namens Lucia entstammte. Aluica und Marino hatten dagegen keine Kinder.

### Dogaressa, angebliche Untreue, Umsturzversuch und Hinrichtung Marino Faliers
An dem Umsturzversuch unter Führung ihres Ehemannes hatte sie nach Auffassung der venezianischen Straforgane keinen Anteil. Marino Falier aber wurde 1355 auf Befehl des Rates der Zehn hingerichtet. Dieses Verfassungsorgan war 1310 im Zusammenhang mit einem anderen Umsturzversuch gegründet worden, um derlei Versuche zu unterdrücken.
Faliers Ehefrau hatte zwar keinen Anteil am Umsturzversuch, doch galt sie bald als dessen Auslöserin. So sahen spätere Chronisten einen Zusammenhang mit ihrem Lebensstil, der die Eifersucht des Ehemanns angestachelt hätte, der zudem in dieser Hinsicht in aller Öffentlichkeit beleidigt und provoziert worden sein sollte. Tatsächlich war dies am 12. Februar 1355 in einer öffentlichen Beleidigung des Dogenpaars durch einen jungen Adligen namens Michele Steno kulminiert.
Auslöser der Verschwörung war demnach nicht politischer Ehrgeiz oder der Hass zwischen den Familien Steno und Falier, sondern eine Beleidigung des Dogen durch einige junge Adlige, deren Verhalten in den Augen Faliers zu milde bestraft wurde. Dadurch sei eine starke Abneigung gegen deren Stand insgesamt entstanden. Lorenzo De Monacis, der seine Chronik 1421 bis 1428 verfasste, berichtet als erster, wie lange angenommen, von einigen „adolescentuli nobiles“, die durch „aliqua verba ignominiosa“ den Dogen erzürnt hätten. Vorsichtshalber schickte er allerdings diesem Satz, ein „Fama fuit“ voraus, womit er einräumt, dass es sich nur um eine verbreitete Meinung, ein Gerücht handle. Immerhin lagen zwischen den Ereignissen von 1355 und der Entstehung der Chronik rund 70 Jahre.
Doch bereits erheblich früher, nämlich in der Cronica di Venexia, aber dort wiederum ausschließlich in der Handschrift A, erscheinen Anspielungen ähnlicher Art. Der anonyme Verfasser glaubt, dass: „factili alcuna iniuria per alcuni zioveneti fioli d'i gentilli de Venexia, i quali iniustamente ne funo punidi, over per tal caxon o che instigado fusse de spirito diabolico“, habe sich der Doge entschlossen, eine „tirapnia“ (Tyrannei) zu errichten. Damit wird das Motiv der persönlichen Beleidigung des Dogen und der Dogaressa durch junge Adlige und die unzureichende Sühnung ausdrücklich und zeitnah genannt. Ansonsten sei der Vorgang nur, so der anonyme Verfasser etwa ein Jahrzehnt nach den Ereignissen, als ‚aufgestachelt‘ durch ‚teuflischen Geist‘ erklärbar.

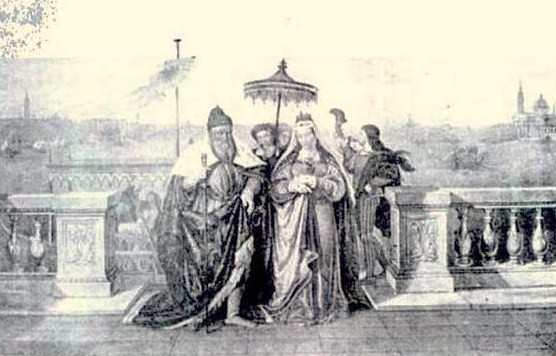
Doge und Dogaressa von Karl Wilhelm Kolbe d. J., 1816

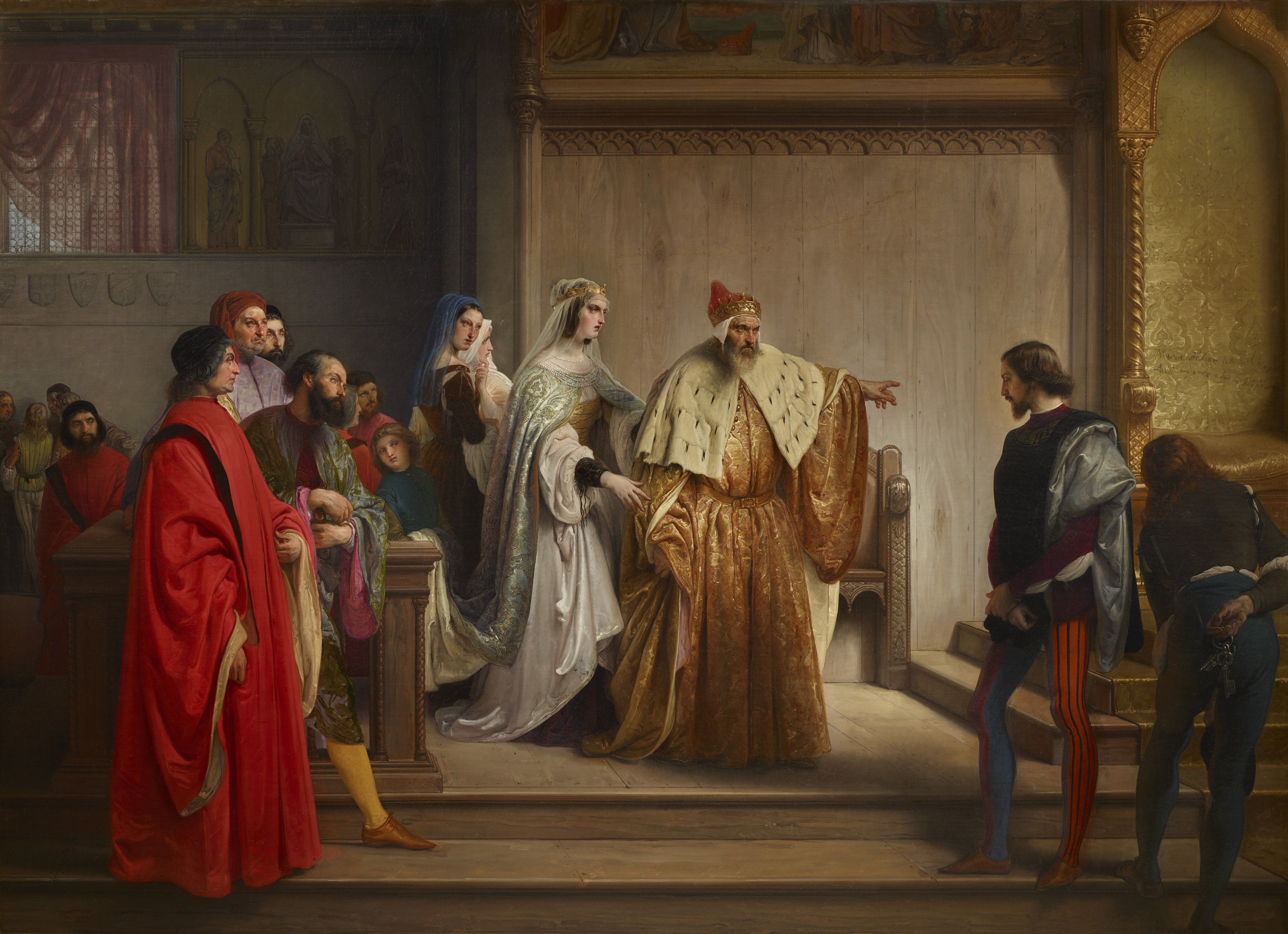
Francesco Hayez: Marino Falier beschuldigt Michele Steno, die ihn und die Dogaressa beleidigende Inschrift angebracht zu haben, Historiengemälde, 1844, Öl auf Leinwand, 122 mal 170 cm, Privatsammlung

In der Nachfolge der Erzählung des vielfach zitierten Marin Sanudo wurde die Untreue der jungen Dogaressa für Jahrhunderte zum festen Bestandteil der historischen Imaginationen. Spätere Autoren schmückten die Geschichte sehr viel weiter aus, um eine persönliche Tragödie darzubieten, jedoch nicht nur in Schriftwerken, sondern auch, um sie auf die Bühnen zu bringen. Der Doge wurde zu diesem Zweck immer älter, um die Altersdifferenz zur Dogaressa zu steigern, den Protagonisten geradezu in eine Zwangslage zu bringen, in der ihm nichts übrig bleibt, als seine Ehre und die seiner Frau zu verteidigen.
Erster Widerspruch zu dieser Übertreibung kam erst 1847/64 von Mauro Macchi, der anführte, die Altersangabe 76 Jahre stamme von Vettor Sandi (der Marino Falier zudem fünf Jahre herrschen lasse) und Sismondi. Pierre Daru habe aus ihm sogar einen Achtzigjährigen gemacht. Andere hätten jedoch gesagt, er sei nicht einmal 60 gewesen. Dabei sei es der spätere Doge Michele Steno gewesen, der während eines Festes im Dogenpalast vom Dogen wegen seines Verhaltens gegenüber den Frauen oder gar der jungen Dogaressa selbst, entfernt worden sei. In manch Dramen erscheint Steno gar als ihr Liebhaber. So schrieb E. T. A. Hoffmann 1817 die Erzählung Doge und Dogaressa, die sich um die junge Frau des Dogen dreht, die nach der Hinrichtung ihres Gatten mit ihrem Geliebten flieht, jedoch mit diesem zu Tode kommt.
Michele Steno habe jedenfalls, so die Überlieferung, nun aus Rache an den Sessel des Dogen in der Sala del Consiglio über die Dogaressa, die bela moier, die schöne Ehefrau Faliers, geschrieben: „Marin Falier de la bela moier, altri la galde e lui la mantien“ (sinngemäß: Marin Falier hat die schöne Frau, andere genießen sie, aber er zahlt für sie/unterhält sie). Wie Gilberto Secrétant berichtet, kannte die Phantasie der späteren Autoren kaum eine Grenze; so sei die Dogaressa gar vergewaltigt worden.
Riccardo Fulin meldete jedoch Zweifel an der Abfolge der Ereignisse an. So glaubte er, die Beleidigung habe bereits im November 1354 stattgefunden, womit eine unmittelbare Verstrickung der Dogaressa auszuschließen sei. Dieser Linie folgte Vittorio Lazzarini. Noch deutlicher widerspricht der Überlieferung, dass im Testament des Dogen, das er am 17. April 1355 dem Notar Pietro de Compostellis diktierte, seine (angeblich untreue) Ehefrau zur Testamentsvollstreckerin erhoben wurde. Auch seine frommen Stiftungen sollte sie verwalten.
Einen der Tiefpunkte stellt Edgcumbe Staley († 1903) mit seinem Werk The Dogaressas of Venice dar. Nach Staley war „Aluycia Gradenigo“ „a very fascinating woman – a full blown rose ready to be gathered by a gallant suitor.“ Er suggeriert also eine sehr junge Frau, was auch schon zu seiner Zeit den Erkenntnissen über ihr Alter widersprach. Davon unbeirrt setzt er fort: „Madonna Aluycia Falier did not want for admirers, and, if Marin Sanudo, and other chroniclers, may be believed, she greatly encouraged their advances. … Between Michele Steno and the Countess sprang up a warm attachment, and gossips have not been at pains to shield the young wife‘s honour. Anyhow the Podesta got wind of the liaison and warned the hardy lover off. Steno very soon … learned that directly lovely Aluycia was ‘off with the old love, she was on with the new!’ He made up his mind to be revenged of the stern Podesta and his bewitching wife…“ Nach Staley wollte Steno das Paar demütigen, indem er bei einem Fest einer Hofdame von seiner Affäre berichtete. Der Aufforderung durch den Ehemann, das Haus zu verlassen, widersetzte sich Steno, so dass er gewaltsam entfernt wurde.
1977 schreibt John Julius Norwich in seiner History of Venice über die Zeit nach der Beleidigung: „… and as the weeks went by he began to develop an obsessive hatred of a ruling class which would show such scant respect for the ducal authority and which apparently even protected its own kind from the proper process of law.“

### Nach der Hinrichtung (1355), Erbstreitigkeiten, drei Testamente (1384, 1385, 1387)
Aluica Gradenigo sah sich gezwungen, das Haus in Santi Apostoli zu verlassen, das von der Kommune zusammen mit allen anderen beweglichen und unbeweglichen Gütern auf Anordnung des Rates der Zehn beschlagnahmt worden war. Die mindestens 45-jährige Frau suchte zunächst Zuflucht im Kloster San Lorenzo.
Der Rat der Zehn, der die Verschwörer verfolgte, gestattete 1357 den Verkauf einiger Besitztümer durch die Schwestern Aluica und Fiordilise aus dem mütterlichen Erbe. Zudem durfte Aluica bereits im November 1355 wieder über ihre Mitgift verfügen, die in Venedig seit über einem Jahrhundert für die Frauen reserviert war, falls sie wieder alleinstehend sein sollten. Außerdem durfte sie über einen großen Teil des Geldes verfügen, über das ihr Ehemann zu Lebzeiten hatte frei verfügen können.
1367 zog sie sich nach Verona zurück, obwohl sie ihre Geschäfte und ihre ökonomischen Interessen weiterhin aus der Ferne verfolgte. Dazu setzte sie ihre Neffen, sowohl solche aus der Familie Gradenigo als auch der Falier, als Bevollmächtigte ein. Dann kehrte sie nach Venedig zurück und ließ sich in einem Haus in der ihr vertrauten Gemeinde San Severo nieder, das ihr Eigentum war.
Doch in ihrem fortgeschrittenen Alter kam es zu Streitigkeiten um ihr Erbe. Ihr Cousin Giorgio Giustinian behauptete vor den Avogadori di Comun, sie habe im Alter ihr Gedächtnis verloren, auch ihren Verstand, und dies verschlimmere sich von Tag zu Tag: „Prefata domina, jam mentis alienata […] non existens sepedicta domina Aluicha in sua sinceritate, nec penitus sana mentis et intellectus, sed tamquam mente capta et in alienatione mentis continue de die in diem deteriorata“ (Staatsarchiv Venedig, Avogaria di Comun, Raspe, reg. 4, f. 33r).
Gegen diese Behauptungen spricht der klare Verstand, wie Franco Rossi meint, der sich in der Sprache und den Grundsätzen ihrer Testamente erweise. Ein erstes Testament ließ Aluica am 14. Oktober 1384 von dem Notar Pietro Spirito niederschreiben; ein zweites diktierte sie gleichfalls, diesmal am 7. März 1385 dem Notar Guglielmo de Chiarutis, dem späteren Sekretär der Pregadi (Senatoren). Ein drittes Testament, datiert auf den 10. Februar 1387, wurde am 7. März von dem Notar Leone di Rovolone in einem Protokoll niedergeschrieben, das ihren Leichnam vermerkt, den der Notar selbst gesehen hatte. Sie muss also zwischen diesen beiden Terminen verstorben sein.
Ihre Verwandten stritten sich weiter um das Erbe. Sie wandten sich an die zuständigen Avvogadori di Comun und erwirkten die Annullierung des letzten Testaments – das ausschließlich für die Gradenigo günstig erschien – mit der Begründung, die Erblasserin sei nicht mehr Herrin ihres Verstandes. Genau darin vermerkt Aluica Gradenigo jedoch, geistig und körperlich gesund zu sein, wenn auch in einem fortgeschrittenen Alter. Hingegen klagt sie über die Gier der Verwandten, die sie ohne Unterlass bedrängten: „Et questo facio per le grande et continua infestacion che dicti parenti et d'altri continuamente con molti stimoli vien dado me“.